# Ропполо
Ропполо (італ. Roppolo, п'єм. Ròpo) — муніципалітет в Італії, у регіоні П'ємонт,  провінція Б'єлла.
Ропполо розташоване на відстані близько 530 км на північний захід від Рима, 50 км на північний схід від Турина, 17 км на південь від Б'єлли.
Населення — 895 осіб (2014).

## Демографія
Населення за роками:

Станом на 1 січня 2023 року в муніципалітеті офіційно проживали 52 іноземці з 12 країн, серед них 30 громадян країн Євросоюзу.

## Сусідні муніципалітети
- Аліче-Кастелло
- Кавалья
- Черріоне
- Дорцано
- Салуссола
- Вівероне
- Цимоне